# Волтера
Волтера (на италиански: Volterra) е малък живописен град и община в Италия, в региона Тоскана, провинция Пиза, в географския район Валдичечина. Населението е 11 309 души по данни от преброяването през 2004 г.
Град Волтера има 3000-годишна история. Възможно е в него да се намерят свидетелства и следи от всяка историческа епоха, което придава една уникалност на този град на изкуството. Древните стени на града, впечатляващата Порта ал'Арко (Porta all'Arco), некрополът на Мармини (Marmini) и многобройните археологички находки, запазени в музея Етруско Гуарначи (като например Ombra della Sera със своя профил, погребалните урни и изящно изработените бижута) са свидетелства за етруския период.
Днес градът е запазил средновековния си облик не само в градските стени, датиращи от XII век, но и в самия си изглед със своите тесни улици, дворци, кули и църкви. Ренесансът също е оказал влияние върху този град, но без да променя подчертания му средновековен характер.
Град Волтера се намира в италианския регион Тоскана между реките Бра (Bra) и Чечина (Cecina). Наричан е още „ветровитият град“, поради факта че е разположен върху хълмове, намиращи се между долините на Тоскана. Като град с етруски произход, през XI век той се превръща във важно седалище на епископи. В днешно време той е град на изкуството, а като съкровище, той пази един римски амфитеатър. Районът е много богат на алабастър и оникс, чрез които се развива местното занаятчийство. Туристите могат да посетят работилниците и да видят как работят майсторите.

## История
Първите сведения за града датират от IV век. Волтера е бил наричан от етруските Фелатри (Felathri), а Волатерае (Volaterrae) от римляните.

## Интересни факти
Волтера е важно място в романите „Здрач“ на Стефани Майър. В книгите градът е дом на Волтури – най-могъщия клан вампири. Те живеят под града и използват една от древните и красиви сгради, за да примамят туристите към тяхната смърт.

## Галерия
- Поглед към града
- Градска катедрала
- Замък
- Дворец на преторите (Palazzo pretorio)